# Логква
Ло́гква (ест. Lohkva küla) — село в Естонії, у волості Луунья повіту Тартумаа.

## Населення
Чисельність населення на 31 грудня 2011 року становила 1288 осіб.

## Географія
Село розташоване в східному передмісті Тарту.
Через населений пункт проходить автошлях 45 (Тарту — Ряпіна — Вярска).